# Сердитенська селищна рада
Сердитенська се́лищна ра́да — орган місцевого самоврядування у складі Шахтарської міської ради Донецької області. Адміністративний центр — селище міського типу Сердите.

## Загальні відомості
- Населення ради: 2 271 особа (станом на 2001 рік)

## Населені пункти
Селищній раді підпорядковані населені пункти:
- смт Сердите
- с-ще Дубове
- с-ще Лобанівка

## Склад ради
Рада складається з 16 депутатів та голови.
- Голова ради: Малова Віра Євгеніївна
- Секретар ради: Левшина Ірина Валентинівна

### Керівний склад попередніх скликань
| ПІБ                    | Основні відомості                                                                      | Дата обрання | Дата звільнення |
| ---------------------- | -------------------------------------------------------------------------------------- | ------------ | --------------- |
| Малова Віра Євгеніївна | Селищний голова, 1958 року народження, освіта середня спеціальна, член Партії регіонів | 26.03.2006   | 31.10.2010      |
| Малова Віра Євгеніївна | Селищний голова, 1958 року народження, освіта середня спеціальна, член Партії регіонів | 31.10.2010   |                 |

Примітка: таблиця складена за даними джерела

### Депутати
За результатами місцевих виборів 2010 року депутатами ради стали:

#### За суб'єктами висування
| Суб'єкт висування                                       | Кількість обраних депутатів | %    |
| ------------------------------------------------------- | --------------------------- | ---- |
| Партія регіонів                                         | 15                          | 93,8 |
| Політична партія Всеукраїнське об'єднання «Батьківщина» | 1                           | 6,3  |

#### За округами
| № округу                                                | Прізвище, ім'я, по батькові        | Дата визнання обраним | Освіта         | Партійна приналежність                        | Відомості про обраного депутата                        |
| ------------------------------------------------------- | ---------------------------------- | --------------------- | -------------- | --------------------------------------------- | ------------------------------------------------------ |
| Партія регіонів                                         |                                    |                       |                |                                               |                                                        |
| 1                                                       | Калиниченко Світлана Олександрівна | 01.11.2010            | Освіта вища    | член Партії регіонів                          | пенсіонер                                              |
| 2                                                       | Біличенко Наталя Петрівна          | 01.11.2010            | Освіта вища    | член Партії регіонів                          | Садівська загальноосвітня школа, психолог              |
| 3                                                       | Закутній Володимир Іванович        | 01.11.2010            | Освіта вища    | член Партії регіонів                          | приватний підприємець                                  |
| 4                                                       | Кулішова Юлія Олексіївна           | 01.11.2010            | Освіта середня | член Партії регіонів                          | пенсіонер                                              |
| 5                                                       | Орлов Борис Миколайович            | 01.11.2010            | Освіта вища    | член Партії регіонів                          | Іловайська дистанція сигналізації путі, електромеханік |
| 6                                                       | Левшина Ірина Валентинівна         | 01.11.2010            | Освіта вища    | член Партії регіонів                          | Сердитенська селищна рада, секретар                    |
| 7                                                       | Раца Олена Пилипівна               | 01.11.2010            | Освіта середня | член Партії регіонів                          | ВПУ ДВ ДП ДКХ «ША», оператор хлораторних установок     |
| 8                                                       | Меліхов Володимир Леонідович       | 01.11.2010            | Освіта вища    | член Партії регіонів                          | приватний підприємець                                  |
| 9                                                       | Чумак Алла Олександрівна           | 01.11.2010            | Освіта вища    | член Партії регіонів                          | Сердитенська селищна рада, спеціаліст                  |
| 10                                                      | Ніколаєнко Людмила Іванівна        | 01.11.2010            | Освіта вища    | член Партії регіонів                          | пенсіонер                                              |
| 12                                                      | Чабанов Олександр Іванович         | 01.11.2010            | Освіта вища    | член Партії регіонів                          | ДП "ПФ «Шахтарська Нова», охоронець                    |
| 13                                                      | Супрунов Олег Вікторович           | 01.11.2010            | Освіта вища    | член Партії регіонів                          | шахта ім. «Чапаєва», проходчик                         |
| 14                                                      | Бігуняк Світлана Миколаївна        | 01.11.2010            | Освіта вища    | член Партії регіонів                          | загальноосвітня школа № 13, вчитель молодших класів    |
| 15                                                      | Жоглікова Олена Василівна          | 01.11.2010            | Освіта вища    | член Партії регіонів                          | Сердитенська селищна рада, спеціаліст                  |
| 16                                                      | Коркіна Світлана Віталіївна        | 01.11.2010            | Освіта середня | член Партії регіонів                          | міський ринок, продавець                               |
| Політична партія Всеукраїнське об'єднання «Батьківщина» |                                    |                       |                |                                               |                                                        |
| 11                                                      | Борисова Валентина Борисівна       | 01.11.2010            | Освіта вища    | член Всеукраїнського об'єднання «Батьківщина» | пенсіонер                                              |